# Britische Unterhauswahl 1931
| Regierung (553): Conservative 469 Liberal National 35 Liberal 32 National Labour 13 National 4 |  | Opposition (61): Labour 46 ILib 4 ILP 3 UEL 3 Nationalist 2 INat 2 Unabh. 1 |
| Speaker 1                                                                                      |  |                                                                             |

Zusammensetzung:

Die britische Unterhauswahl 1931 fand am 27. Oktober 1931 statt. Die Conservative Party errang einen überwältigenden Wahlsieg und sicherte sich mit 470 von 615 Sitzen eine Zweidrittelmehrheit. Die Labour Party und die Liberal Party mussten hingegen hohe Verluste hinnehmen. Seit August 1931 war bereits eine Mehrparteien-Regierung des National Government im Amt; dieses Regierungsmodell wurde nach der Wahl fortgeführt. Hintergrund waren die schweren politischen und wirtschaftlichen Krisen der Zeit. Bei der Wahl wurden die Abgeordneten für das Unterhaus (House of Commons) neu bestimmt. Die Labour Party verlor über 80 % ihrer Mandate.

## Vorgeschichte
Aufgrund der Weltwirtschaftskrise bildete Ramsay MacDonald (Labour) im August 1931 das erste National Government mit den Konservativen und Liberalen. Als Teil des Abkommens der drei Parteiführer sollten schnellstmöglich Neuwahlen herbei ausgerufen werden, was auch geschah. Seine eigene Partei stütze diese Regierung nicht, weshalb er aus der Labour Party ausgeschlossen wurde. Deshalb trat er mit dem National Labour Committee, als National Labour Organisation an. Auch die Liberal Party war über diese Koalition gespalten, weshalb die Unterstützer des National Governments mit der National Liberal Party antraten.

## Wahlsystem
Gewählt wurde nach dem Mehrheitswahlsystem. Eine Sperrklausel gab es nicht.

## Wichtige Parteiführer

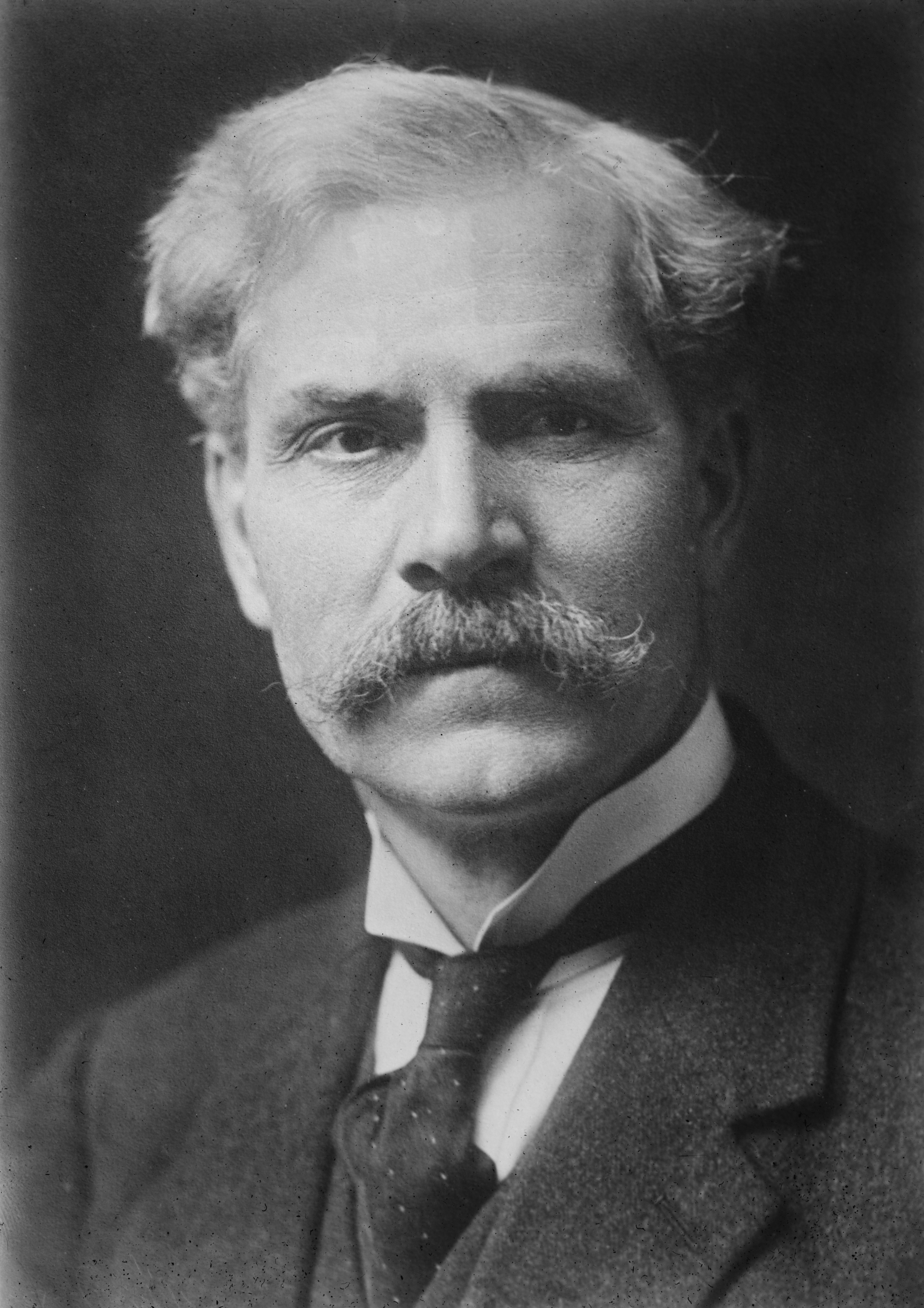
Premierminister Ramsay MacDonald (National Labour)
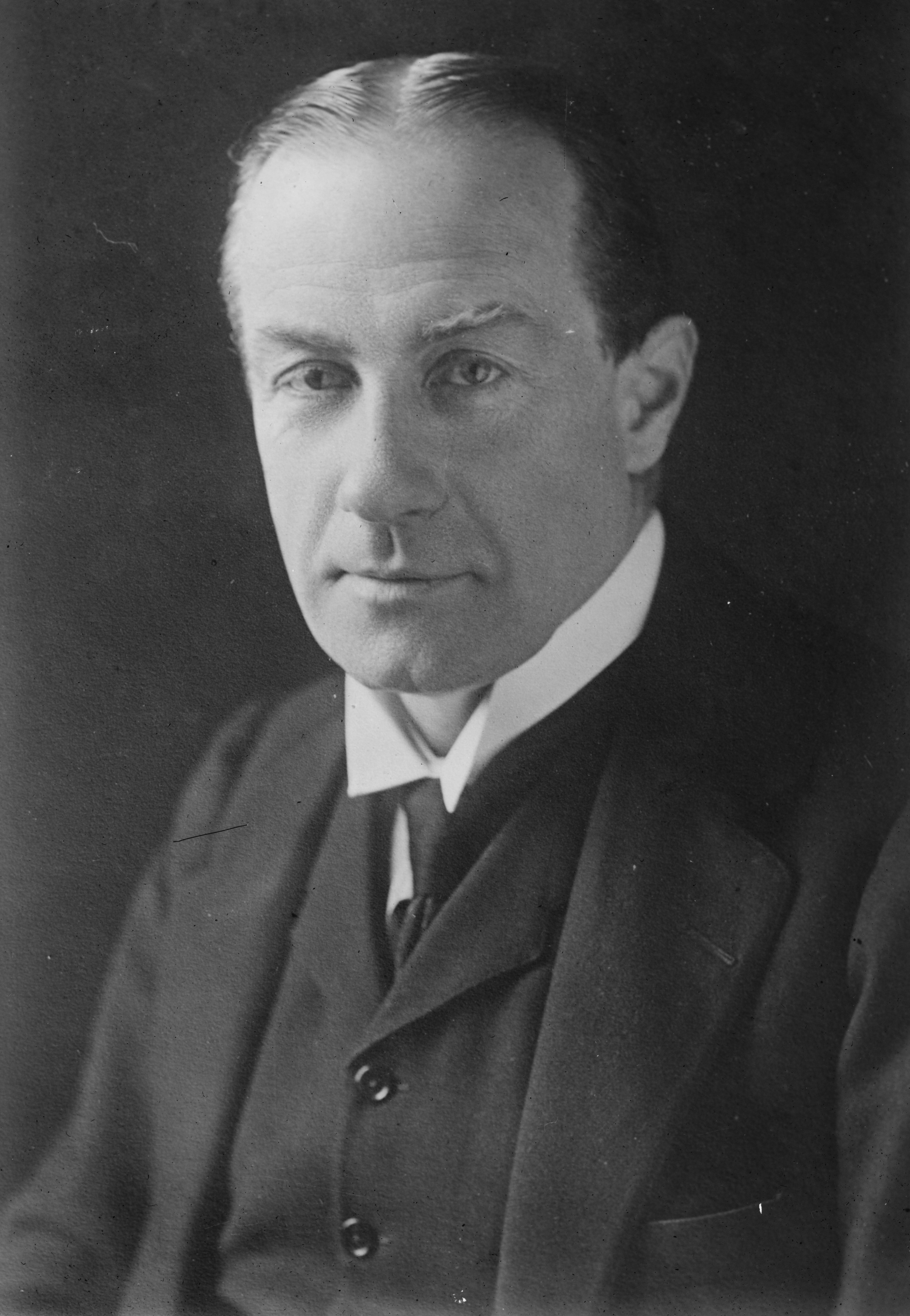
Lordpräsident des Rates Stanley Baldwin (Conservatives)
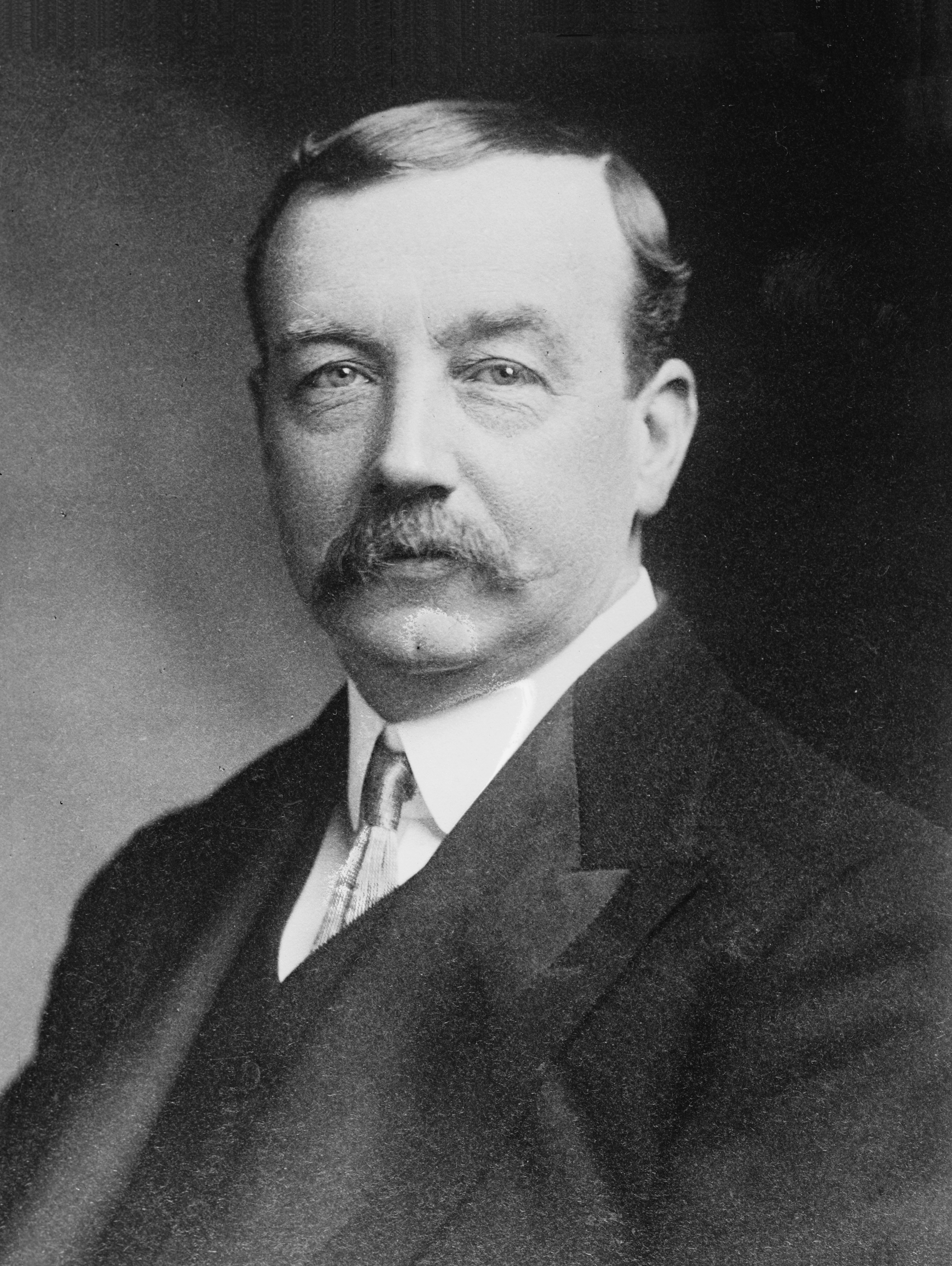
Oppositionsführer Arthur Henderson (Labour)
Innenminister Herbert Samuel (Liberal)
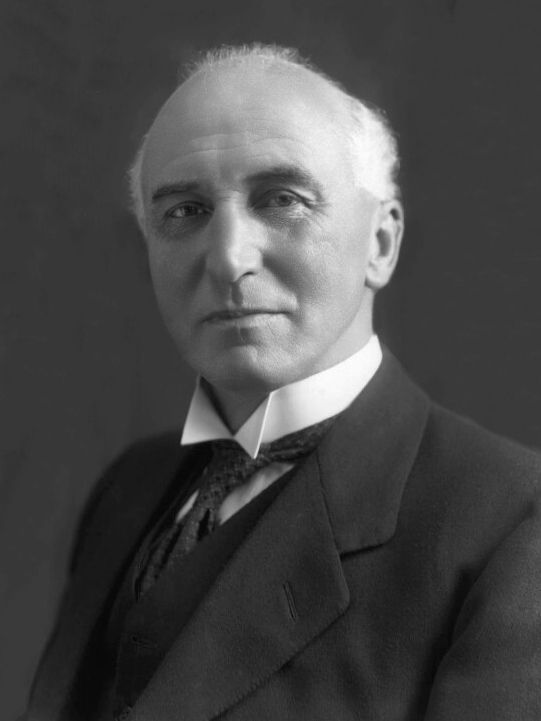
Member of Parliament John Simon (National Liberal)

## Wahlergebnis

Ergebnisse nach Wahlkreisen. Die Farben entsprechen der nebenstehenden Tabelle.

| Partei          | Partei                           | Stimmen    | Stimmen | Stimmen | Sitze  | Sitze |
| Partei          | Partei                           | Anzahl     | %       | +/−     | Anzahl | +/−   |
| --------------- | -------------------------------- | ---------- | ------- | ------- | ------ | ----- |
|                 | Conservative Party               | 11.377.022 | 55,0    | +16,9   | 470    | +210  |
|                 | Labour Party                     | 6.081.826  | 29,4    | −7,7    | 46     | −241  |
|                 | Liberal Party                    | 1.346.571  | 6,5     | −17,1   | 32     | −27   |
|                 | Liberal National Party           | 761.705    | 3,7     | +3,7    | 35     | +35   |
|                 | National Labour Organisation     | 316.741    | 1,5     | +1,5    | 13     | +13   |
|                 | Independent Labour Party         | 239.280    | 1,2     | +1,2    | 3      | +3    |
|                 | Unabhängige Liberals             | 103.528    | 0,5     | +0,5    | 4      | +4    |
|                 | National Government              | 100.193    | 0,5     | +0,5    | 4      | +4    |
|                 | Nationalist Party (Nordirland)   | 72.530     | 0,4     | +0,3    | 2      | −1    |
|                 | Communist Party of Great Britain | 69.692     | 0,3     | +0,1    | −      | −     |
|                 | Nicht unterstütze Labour         | 64.549     | 0,3     | +0,3    | 3      | +3    |
|                 | New Party                        | 36.377     | 0,2     | +0,2    | −      | −     |
|                 | Unabhängige National             | 33.468     | 0,2     | −       | 2      | −     |
|                 | National Party of Scotland       | 20.954     | 0,1     | +0,1    | −      | −     |
|                 | Unabhängige Labour               | 18.200     | 0,1     | −       | −      | −     |
|                 | Scottish Prohibition Party       | 16.114     | 0,1     | +0,1    | −      | −     |
|                 | Unabhängige                      | 10.789     | 0,0     | −       | 1      | −     |
|                 | Sonstige                         | 23.936     | 0,0     | −       | −      | −     |
|                 | Gesamt                           | 20.693.475 | 100,0   |         | 615    |       |
| Wahlberechtigte | Wahlberechtigte                  | 29.952.361 |         |         |        |       |
| Wahlbeteiligung | Wahlbeteiligung                  | 76,4 %     |         |         |        |       |
| Quelle:         |                                  |            |         |         |        |       |

1. ↑  einschließlich der Unionist Party in Schottland und der Ulster Unionists in Nordirland
2. ↑  einschließlich des Speakers of the House

## Nach der Wahl
Das National Government wurde auch nach der Wahl fortgesetzt. Mit über 90 Prozent der Sitze im Unterhaus wurde MacDonald zwar im Amt bestätigt, allerdings war dies zum größten Teil den Konservativen zu verdanken, weshalb diese starken Druck auf den Premierminister ausüben konnten. Seine eigene, neue Partei erhielt hingegen erhielt nur 13 der 615 Sitze. Der erschöpfte MacDonald trat 1935 zurück, woraufhin Stanley Baldwin die Regierung übernahm und sofort Neuwahlen ausrief um ein eigenes Mandat vom Wähler zu erhalten, was auch gelang.